# Homoródalmás borvízforrásai
Homoródalmás borvízforrásai az Aranyos-patak völgyében és mellékvölgyeiben törnek fel. A település központjában tömény nátrium-kloridos Sóskút található.

## Története
A Muhaj-patak völgye, valamint az Aranyos-patak völgye és mellékvölgyei, a Halaság-, a Kis- és Nagyfehér-patak völgyeiben számos borvízforrás tör fel. A Muhaj-patak völgyében egy mohalepte faküpüből tör fel Sami vagy Sándor néven is ismert Muhaji borvíz. A Muhaj és az Aranyos patakok összefolyásánál elterülő Farkasmezőn két borvízforrás ismert. Hajdan nevezetes fürdő is volt ezen a helyen. Bányai János szerint régen egy pásztor rühös kecskéket fürösztött az itt található borvizes medencében. Az állatok állapotában javulás következett be, a helyet azóta Kecskés feredőként ismerik. 
Az Aranyos- és a Fehér-patak összefolyásánál található az Aranyosi borvízforrás. A korábban gejzírként működő forrás mára már elmocsarasodott. Az Aranyos mellékágában, a Halaság-patak torkolatában három borvízforrás ismert. A Halasági borvíz be van foglalva, a Kossós borvíz egy mésztufa medencén keresztül tör a felszínre. A Szonda borvíz viszont egy korábbi geológiai fúrás eredményeként jött létre. 
Az Aranyos-patak bal oldali mellékágában hét borvízforrás ismert. Ezek közül háromnak a vizét elemezték, a faküpübe foglalt Egeres vagy Cseregátnyaki forrásnak, a Csorgó- vagy Gyöngyösinek ismert forrásnak és a Medvés-barlangi forrásnak. További források a Benzi-, a Vince-, valamint a Nagyfehér patakban a Szikszai borvíz és a Kisfehér patakban a Széncsűri borvíz.
Homoródalmás központjában magas koncentrátumú Sóskút található. A Sóskút épületét 1801-ben készítették, majd 1860-ban újjáépítették. Az itteni sósvizet a háztartásban használják a helyiek szalonna tartósítására, káposzta eltevésre, telemea készítésére. Ugyanakkor a népi gyógyászatban is alkalmazzák a Sóskút vizét.

## Jellegzetessége
A Homorodalmáson feltörő források nátrium-kalcium-hidrogén-karbonát, kalcium-magnézium-nátrium-hidrogén-karbonát, magnézium-kalcium-nátrium-hidrogén-karbonát, kalcium-magnézium-hidrogén-karbonát típusú ásványvizek, valamint a nátrium-kloridos forrás.